# Concesiones en Tianjin

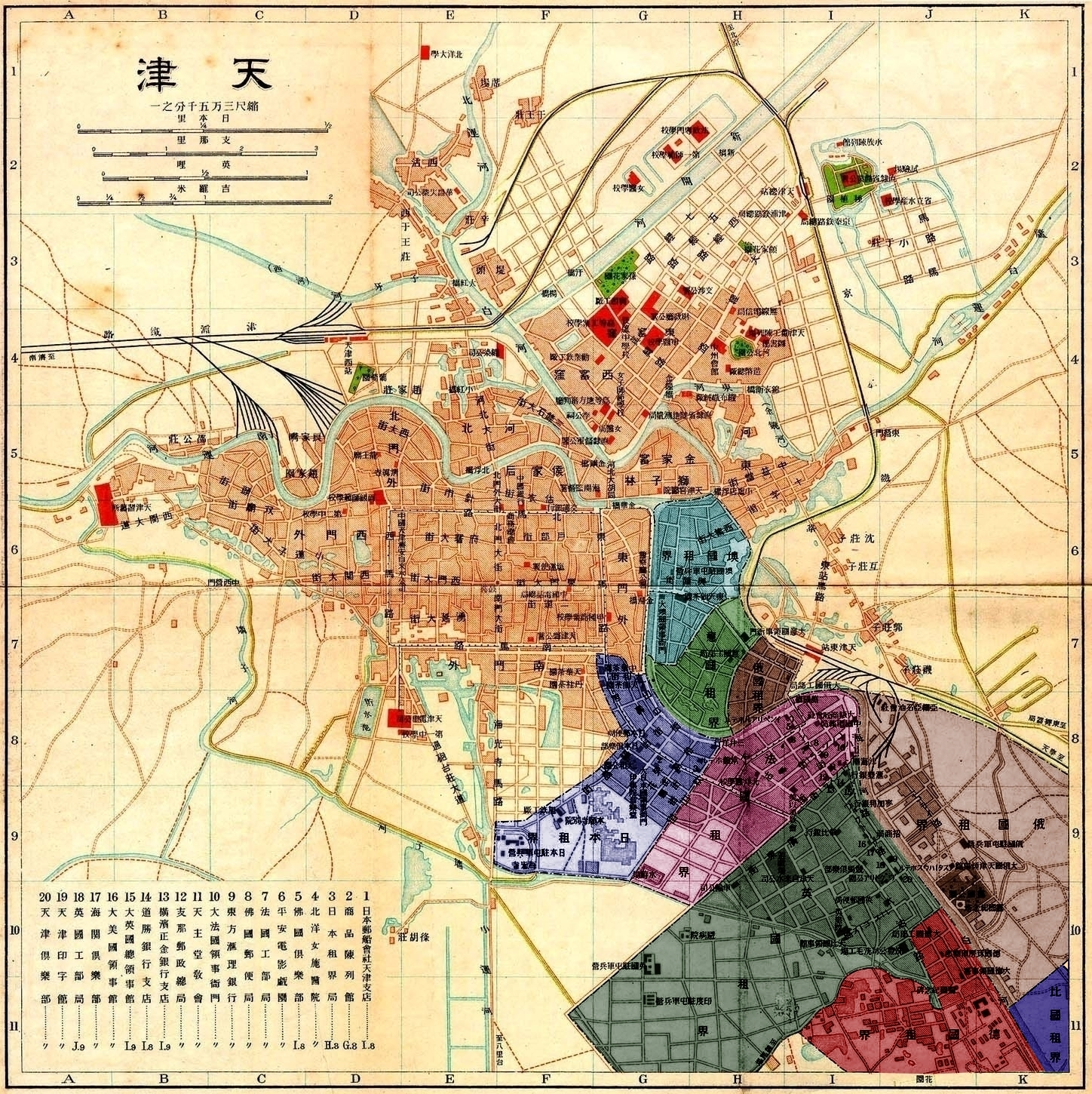
Mapa de las concesiones de Tientsin en 1912:
Austria-Hungría
Reino de Italia
Imperio Ruso
Bélgica
Imperio del Japón
Francia
Reino Unido
Imperio Alemán

Las concesiones en Tianjin (entonces llamada Tientsin) fueron áreas de concesión establecidas en la China imperial en el sureste de la ciudad de Tianjin y que operaban como entidades de autonomía especial administrada por nueve países. Las concesiones fueron entregadas por la casa gobernante china, la dinastía Qing, a varias potencias imperialistas extranjeras.
El área de las concesiones vivió el levantamiento de los bóxers del 7 de septiembre de 1901, que terminó en el conflicto entre la Alianza de las Ocho Naciones con el gobierno de Pekín. Tras el tratado de paz, además de las antiguas áreas de concesión francesa y británica en Tianjin y Shanghái, que se habían arrendado en 1860, otras naciones también se convirtieron en poseedoras de territorios. 
El sesenta por ciento del área de la ciudad de Tianjin, que también tiene una salida marítima, podría dividirse entre los estados involucrados en los combates. Así, en el lado derecho del río Hajho se formaron áreas de concesión japonesa, francesa, británica y alemana, mientras que las concesiones austro-húngara, italiana, belga y rusa se ubicaron en la orilla izquierda del río. La parte ubicada en el centro de Tianjin, propiedad de la Monarquía Austro-Húngara, cubría un área de aproximadamente ciento cincuenta hectáreas.
Las concesiones operaron entre 1860 y 1945 y tuvieron un gran impacto en la vida posterior de la ciudad. Se han realizado importantes inversiones y muchos de los edificios construidos durante la época de las concesiones han sobrevivido hasta el día de hoy. El más importante de ellos ha sido parte del Programa de Patrimonio Chino, y contribuyó enormemente a la inclusión de Tianjin como "patrimonio cultural e histórico" en una lista de 103 ciudades chinas en 2002.

## Contexto general

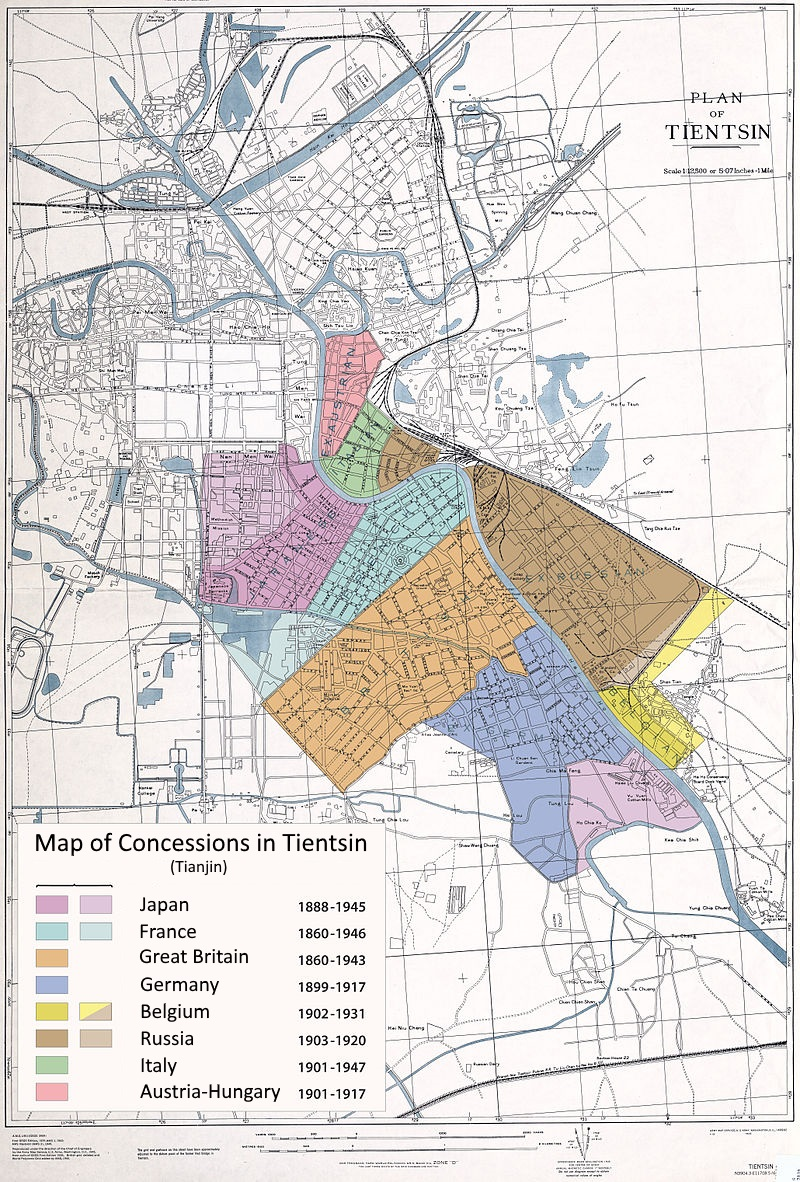
Concesiones en Tianjin.

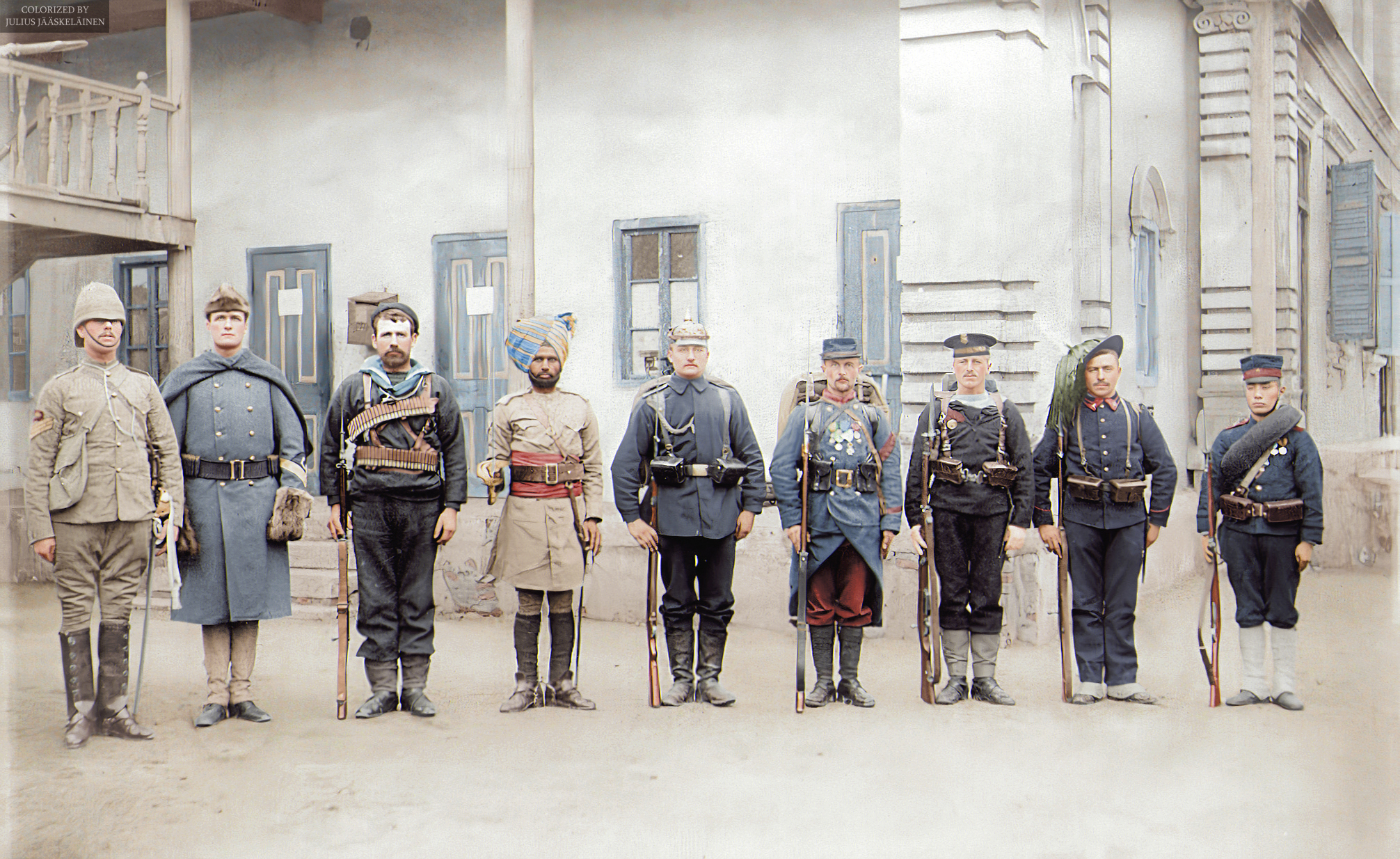
Soldados de la Alianza de las Ocho Naciones, Tianjin, año 1900.

A mediados del siglo XIX, Tianjin (conocido entonces como Tientsin) fue abierto al comercio exterior, y la importancia de Tianjin fue realzada por los ferrocarriles que lo unían con Pekín por una parte desde 1897, y con Shanghái-Kwan y Manchuria en el otro.
Las concesiones británicas y francesas fueron las primeras en ser creadas en Tianjin entre 1895 y 1900. A ellos se les sumaron Japón, Alemania, Rusia, e incluso países que aún no habían recibido concesiones en otras partes de China: Austria-Hungría, Italia y Bélgica. Las concesiones autónomas contaban cada una con sus propias prisiones, escuelas, cuarteles y hospitales. Los establecimientos europeos se extendían por 13 km² en total, haciendo que todo el banco del río esté dominado por poderes extranjeros.
Las concesiones en Tianjin se desmontaron entre principios y mediados del siglo XX, primero con el reconocimiento de la igualdad de los extranjeros y el reconocimiento de las naciones europeas por parte del Kuomintang y más tarde cuando el nuevo gobierno bajo el Partido Comunista de China expropió toda la propiedad extranjera en la China continental. 
Las únicas excepciones fueron Hong Kong y Macao que se mantuvieron como territorios europeos hasta finales del siglo XX.

## Concesión francesa (1860-1946)

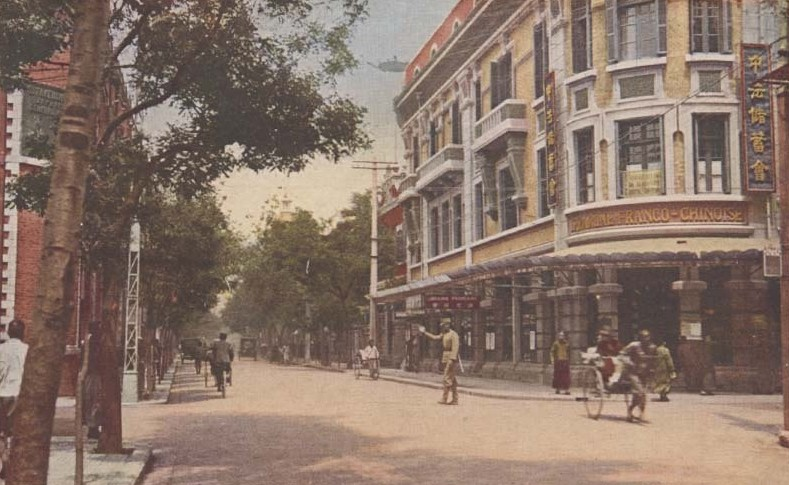
Calle de Francia

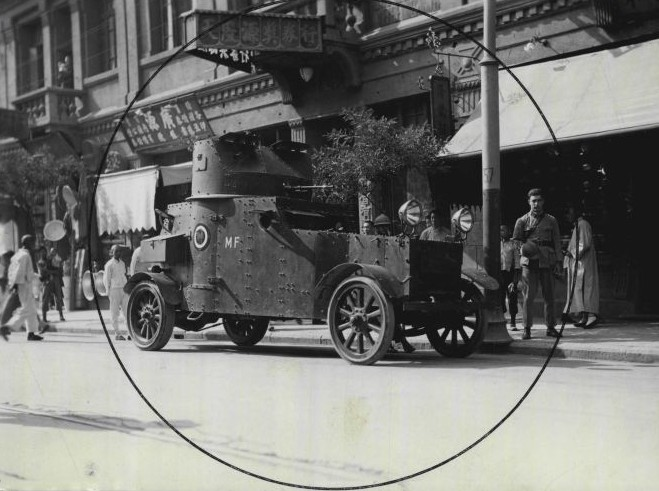
Vehículo blindado francés White AM en Tianjin durante los disturbios de 1928.

La concesión francesa fue establecida en 1860. Después de más de cien años, casi todos los edificios importantes de la concesión inicial se mantienen intactos, incluyendo el Consulado Francés, el Concejo Municipal, el Club Francés, la Catedral Católica, jardín francés y muchos otros. Muchos de los edificios bancarios en la calle financiera siguen existiendo hoy en día.
Las mansiones que rodean el Garden Road son hermosas y diversas. El domo de la catedral francesa sufrió daños durante la Revolución Cultural cuando unos Guardias Rojos jóvenes se subieron a la cima del domo y destruyeron la cruz. Más adelante, el gobierno de Tianjin no solo reparó la cruz, sino que renovó toda la iglesia. Muchas celebridades francesas vivieron en Tianjin.
Entre ellas, el diplomático y poeta Paul Claudel (cónsul desde 1906 hasta 1909) y el jesuita y científico naturista Emile Licent, quien realizó investigaciones en Tianjin desde 1914 hasta 1939. Fundó el Museo Hong Ho Bai Ho y dejó 20000 especímenes de animales, plantas y fósiles, además de 15000 libros. En 1998, el gobierno de Tianjin invirtió en la reconstrucción del Museo Natural de Tianjin.

## Concesión británica (1860-1943)

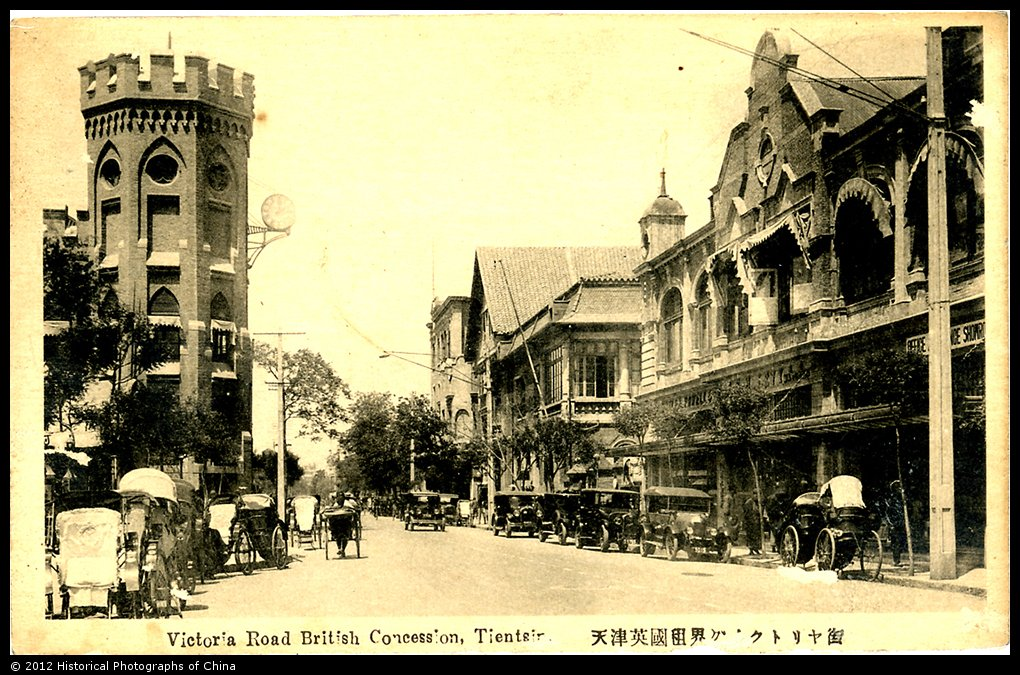
Calle Victoria, década de 1920.

La concesión británica, centrada en los centros de comercio, estuvo situada en el banco derecho del río Peiho, ocupando aproximadamente 81 hectáreas. La concesión consistió en un arriendo a perpetuidad concedido por el gobierno chino a la Corona británica, la cual, por su parte, subarrendaba los terrenos a personas privadas del mismo modo como había hecho en Hankou. La administración local fue confiada a un consejo municipal organizado de igual manera como se había hecho en Shanghái. La sede del gobierno se encontraba en el Gordon Hall, ubicado en Victoria Road (hoy en día Jiefang Lu).
En 1902 la concesión británica de Tianjin absorbió a la concesión estadounidense de Tianjin.

## Concesión japonesa (1888-1945)

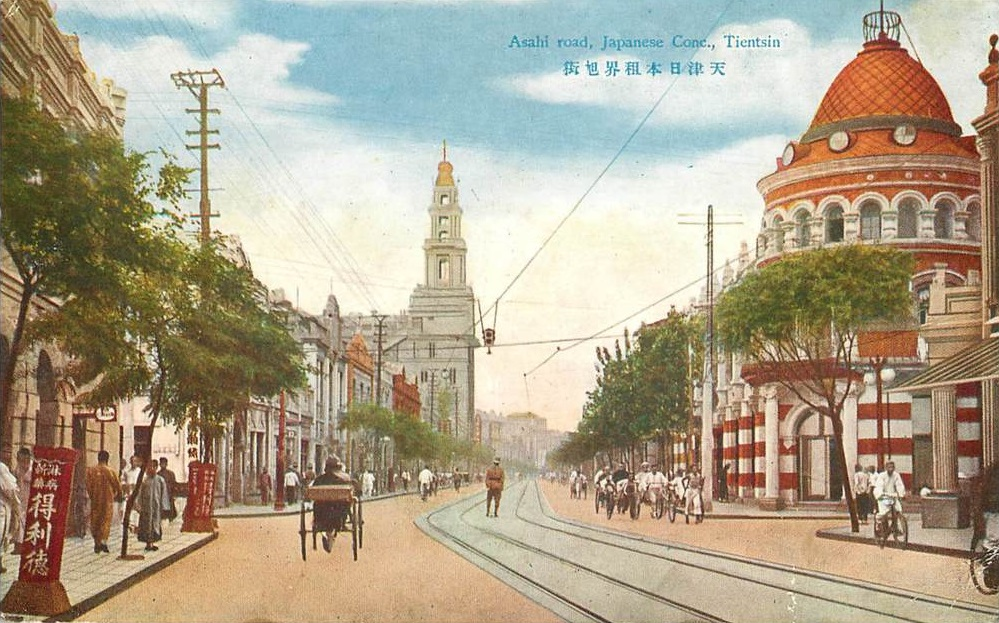
Calle Asahi, concesión japonesa (c. 1928 – 1940)

La primera concesión japonesa fue establecida en 1888. El ejército japonés ocupó la ciudad de Tianjin en su totalidad desde 1937 hasta su derrota en 1945.
En 1924, el último emperador de la dinastía Qing, Puyi, fue obligado a dejar la Ciudad Prohibida en Pekín para vivir en Tianjin hasta 1931 cuando fue llevado por la fuerza por el ejército japonés a Dalian. La concubina imperial, Wen Xiu, se divorció de Puyi en Tianjin, siendo esa la primera vez en la historia de China que una concubina imperial se divorciaba de un emperador.

## Concesión alemana (1899-1917)

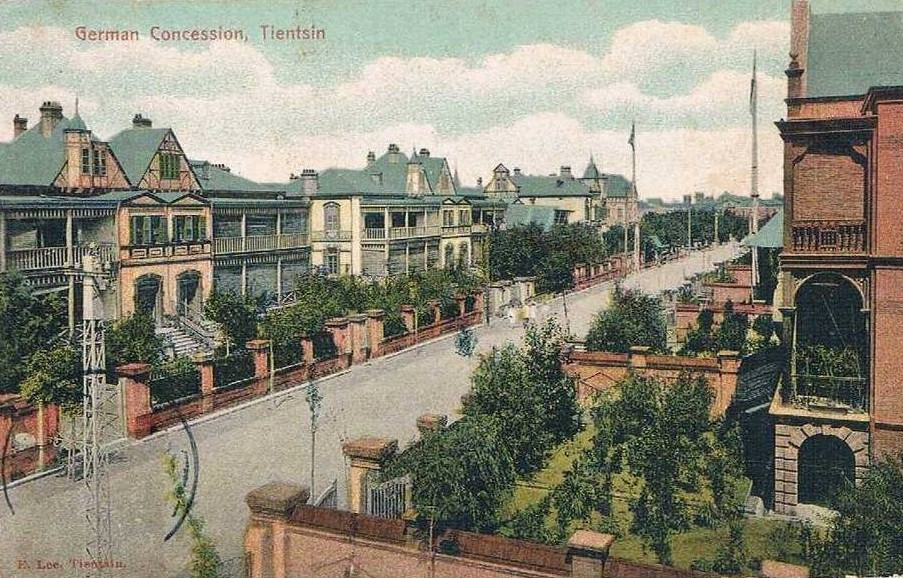
Calle en la concesión alemana en vísperas de la Primera Guerra Mundial.

A fines de los años 1870, Alemania se encontraba involucrada, económicamente, en forma extensiva en varias provincias chinas, entre ellas el área de Tianjin. El enclave alemán se encontraba al sur del Río Hai, entre las concesiones británica y japonesa. En julio de 1877, grupos locales amenazaron la vida y las propiedades de comerciantes alemanes en Tianjin. Las protestas locales se intensificaron, más que todo debido a las malas cosechas que causaron hambre, haciendo que los comerciantes pidiesen protección armada. En respuesta a esto, la armada alemana envió a la corbeta de vapor SMS Luise hacia China. Este gesto inicial de apoyo a los residentes alemanas terminó convirtiéndose en una presencia permanente de la marina alemana en aguas chinas.

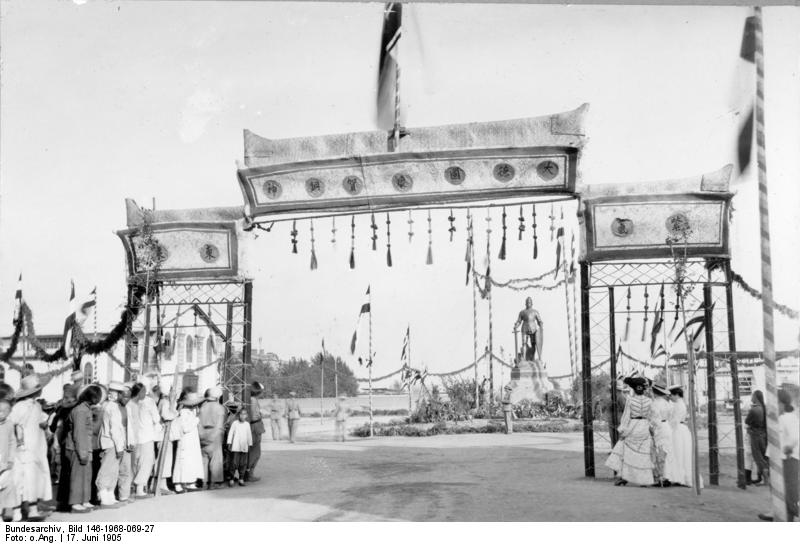
El monumento conmemorativo de los bóxers alemanes, 1905.

Luego de que Alemania obtuviese la concesión de la región de la Bahía de Kiautschou en 1898 a través de un arriendo por 99 años, una segunda concesión fue negociada en Tianjin, lo que llevó a un aumento del crecimiento económico y mejoras a la infraestructura. Importantes casas de comercio y varias empresas se establecieron allí, incluyendo una sucursal del Deutsch-Asiatische Bank. La Rebelión Bóxer de 1900 amenazó a las concesiones extranjeras en Tianjin, pero la ciudad fue asegurada y utilizada como punto de partida para la marcha hacia Pekín de la fuerza internacional de apoyo de las ocho naciones.
Después de que la concesión alemana fuese recuperada por China durante la Primera Guerra Mundial, el 15.º Regimiento de Infantería de los Estados Unidos tomó control del cuartel alemán desde 1917 hasta 1938, partiendo cuando el ejército japonés entró en Tianjin.

## Concesión austro-húngara (1901-1917)

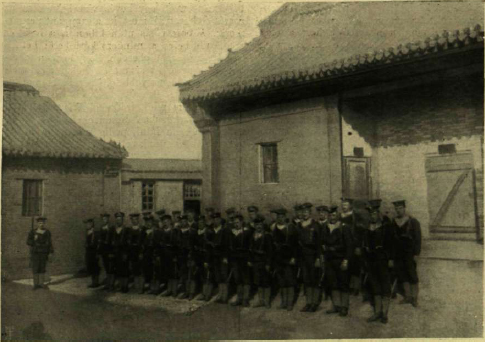
Fuerzas de la marina austro-húngara en Tianjin en torno a 1903–04.

Durante la Rebelión Bóxer y sus secuelas entre 1899 y 1901, Austria-Hungría participó en la Alianza de las Ocho Naciones y ayudó a reprimir el levantamiento. Sin embargo, Austria-Hungría, junto con Italia, envió la fuerza más pequeña de todas las naciones combatientes. Cuatro cruceros y 296 conscriptos húngaros fueron despachados desde Europa.
Pese a esto, el 7 de septiembre de 1901, Austria-Hungría obtuvo una zona de concesión en Tianjin como remuneración por su contribución a los aliados. La zona Austro-Húngara era de 0.61 km², ubicada sobre el río Pei-Ho y rodeada por el Canal Imperial y las líneas ferroviarias Tianjin-Pekín. A diferencia de las otras naciones, los austro-húngaros controlaban el territorio y todos los habitantes de la zona recibieron la ciudadanía Austro-Húngara. Su población era de aproximadamente 30000 personas. El orden estaba a cargo de 40 infantes de marina y 70 milicianos chinos (Shimbo).
La concesión contaba con su propio teatro, tienda de empeño, escuela, cuartel, prisión cementerio y hospital. Allí también se encontraba el consulado austro-húngaro y sus ciudadanos estaban bajo dominio austro-húngaro y no así chino. Pese a que la concesión se mantuvo por un periodo de tiempo relativamente corto (solo 16 años en total), los austríacos dejaron un fuerte legado en esa parte de la ciudad, como se puede evidenciar en la rica arquitectura austríaca, la cual se mantiene en pie hasta el día de hoy.

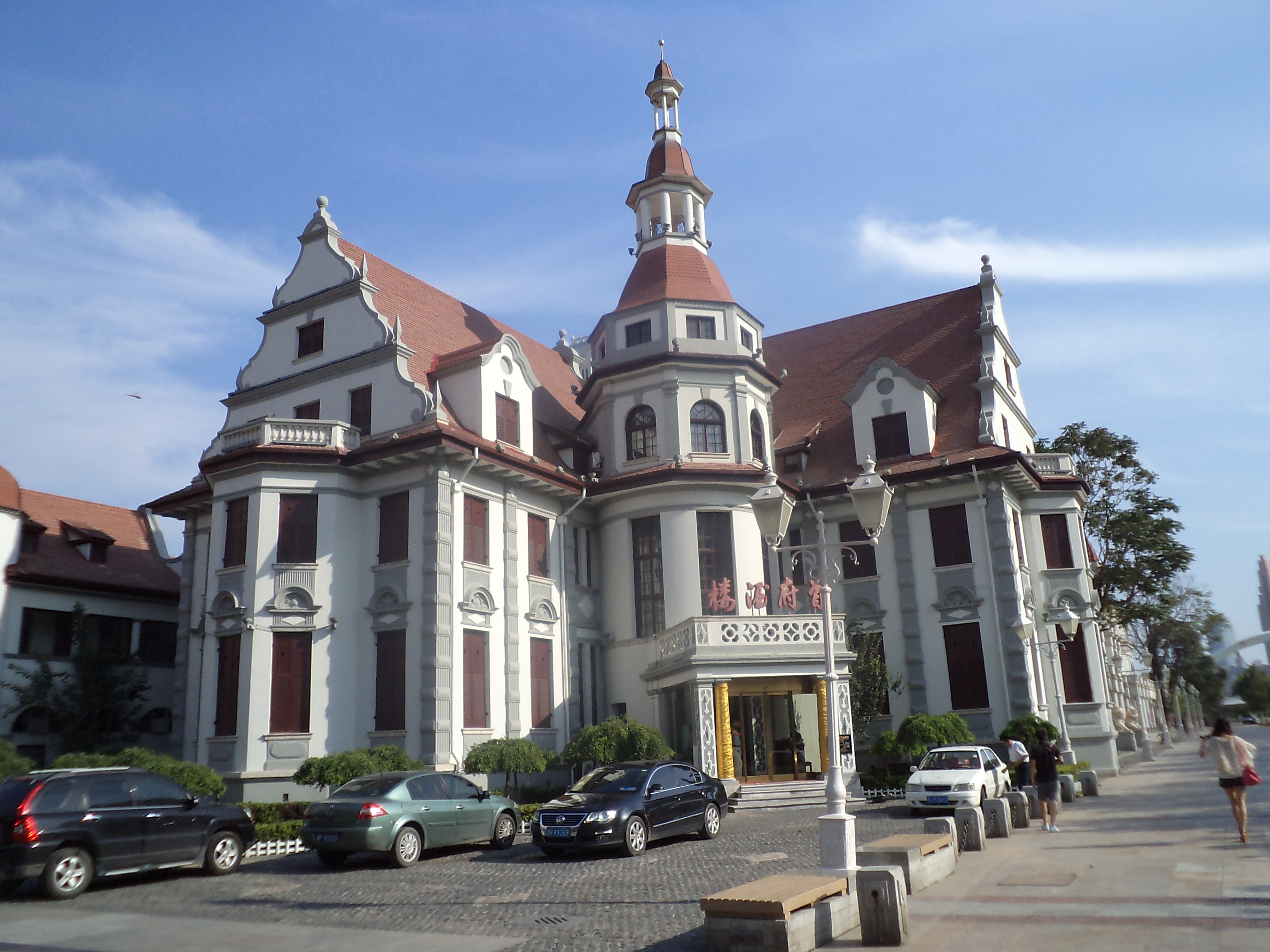
La mansión de Yuan en la concesión austrohúngara, construida entre 1908 y 1918.

La administración de la concesión estaba a cargo de un concejo municipal compuesto por nobles locales de alto rango con el cónsul austro-húngaro y un comandante militar a la cabeza, donde ambos tenían el voto mayoritario. En el aspecto legal, los crímenes menores se procesaban de acuerdo a leyes austro-húngaras. Si una persona china cometía un crimen en tierra china, podía ser juzgado en sus propias cortes.
Aunque la concesión contaba con una pequeña guarnición, Austria-Hungría no pudo mantener el control de la misma debido a la Primera Guerra Mundial. La zona de concesión fue ocupada rápidamente por China luego de que declararan la guerra a las Potencias Centrales, terminando el arriendo el 14 de agosto de 1917, junto el de la concesión alemana en la misma ciudad. Austria renunció a sus demandas luego de la firma del Tratado de Saint-Germain-en-Laye el 10 de septiembre de 1919, mientras que Hungría hizo lo propio tras la firma del Tratado de Trianon en 1920.

## Concesión italiana (1901-1947)

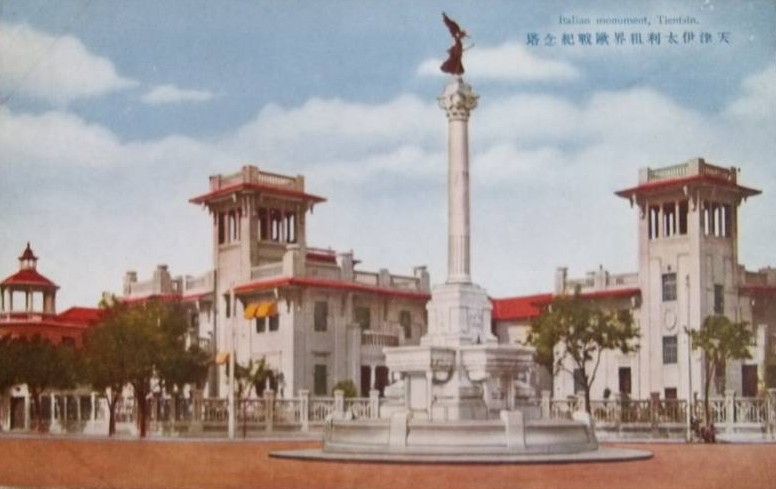
El monumento a la Primera Guerra Mundial en Italia y la Piazza Regina Elena.

El 7 de septiembre de 1901, una concesión en Tianjin fue traspasada a Reino de Italia por la dinastía Qing. El 7 de junio de 1902 Italia tomó posesión de las tierra concedidas y estas fueron puestas bajo la administración de un cónsul italiano. Tras finalizar la Primera Guerra Mundial, la sección cedida al Imperio austrohúngaro fue añadida a la Italiana, duplicando su tamaño. Esta se convirtió en el cuartel de la Legione Redenta di Siberia (una legión italiana conformada por tropas italianas irredentistas del derrotado Imperio austrohúngaro), que luchó contra las tropas bolcheviques de Lenin en Siberia y Manchuria.
Tenía una población de 6261 en 1935, incluyendo a 536 extranjeros. La Regia Marina tenía algunos buques estacionados en Tianjin.
Durante la Segunda Guerra Mundial hubo 600 tropas italianas estacionadas en Tianjin por el lado del Eje. No obstante, tras la rendición de Italia ante los aliados en 1943, la concesión fue ocupada por el Ejército Imperial Japonés. Más adelante ese mismo año, la República Social Italiana, entregó el control de la concesión al Gobierno nacionalista de Nankín. Al igual que la República Social Italiana, el gobierno chino de Nankín, patrocinado por los japoneses, era un gobierno títere, y el traspaso no fue reconocido por el Reino de Italia, la República de China o la mayoría de naciones. El gobierno de Nakín cayó con la derrota de Japón.
El 2 de junio de 1946 el Reino de Italia se convirtió en la República Italiana y el 10 de febrero de 1947, en virtud del tratado de paz con Italia, la concesión Italiana en Tianjin fue formalmente cedida por Italia a la República de China de Chíang Kai-shek.

## Concesión belga (1902-1931)

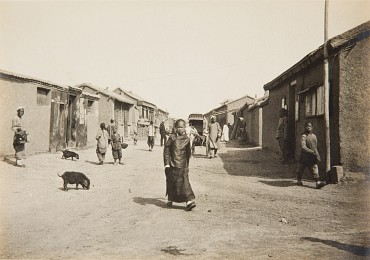
Calle principal de la concesión belga, año 1907.

La concesión belga fue establecida en 1902. Ubicada en el banco orienta del Río Hai, ni el gobierno ni las empresas privadas belgas invirtieron en el desarrollo de la concesión, por lo que no se construyeron muchos edificios en el área, y los que fueron construidos fueron destruidos o reemplazados en el siglo XX.
En 1904, China y Bélgica firmaron un contrato con la Compagnie de Tramways et d'Eclairage de Tianjin (Compañía eléctrica y de trenes de Tianjin) que indicaba que esta compañía tenía "derechos exclusivos para producir y mantener la luz eléctrica y el sistema de tranvías por un periodo de 50 años."
En 1906, con la inauguración de la primera ruta del sistema de tranvías, Tianjin se convirtió en la primera ciudad de China con contar con un sistema de transporte público moderno (Shanghái tuvo que esperar hasta 1908 para tener rieles eléctricas). Los servicios de electricidad, iluminación y de tranvías eran negocios muy rentables. Toda el equipamiento era proporcionado por industrias belgas, con la excepción de los primeros equipos eléctricos que venían de Alemania. Para 1914, los belgas abastecían a toda la red que cubría la ciudad china, incluyendo las concesiones extranjeras.
La Compagnie de Tramways et d'Eclairage de Tientsin fue tomada por el ejército japonés en 1943 y todo el personal belga, por lo general junto con sus familias, fueron enviados a campamentos. Luego de finalizada la Segunda Guerra Mundial, las autoridades chinas tomaron el control de la red. La compañía de Bruselas trató de obtener compensaciones, pero el éxito de la revolución china en 1949 los dejó sin ningún tipo de indemnización. Dos líneas más fueron construidas por el gobierno chino, pero la red fue cerrada finalmente en el año 1972.

## Concesión rusa (1903-1920)

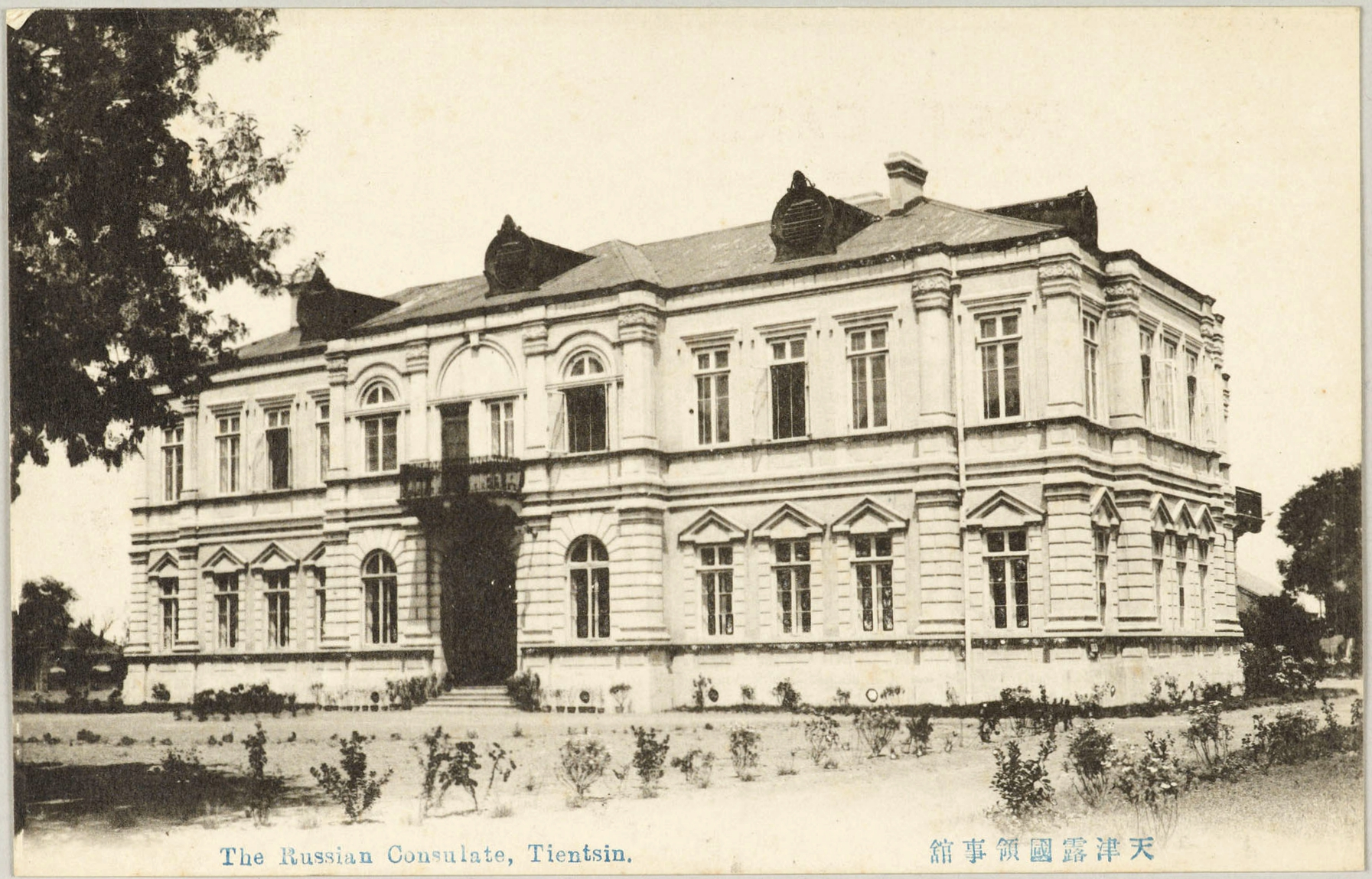
El consulado ruso en Tianjin en 1912

La primera concesión rusa fue establecida en 1903. Esta primera concesión en Tianjin (1903-1920), fue primeramente un área de más de 398 has. que nunca fue completada. Localizada en el banco oriental del Río Hai He, fue originalmente dividida en dos distritos (este y oeste). 
En 1920 el gobierno de Beiyang de la República de China retomó el control de la tierra y la concesión de la República Socialista Soviética Rusa. En 1924, la Unión Soviética renunció a sus demandas sobre la concesión.

## Concesión estadounidense

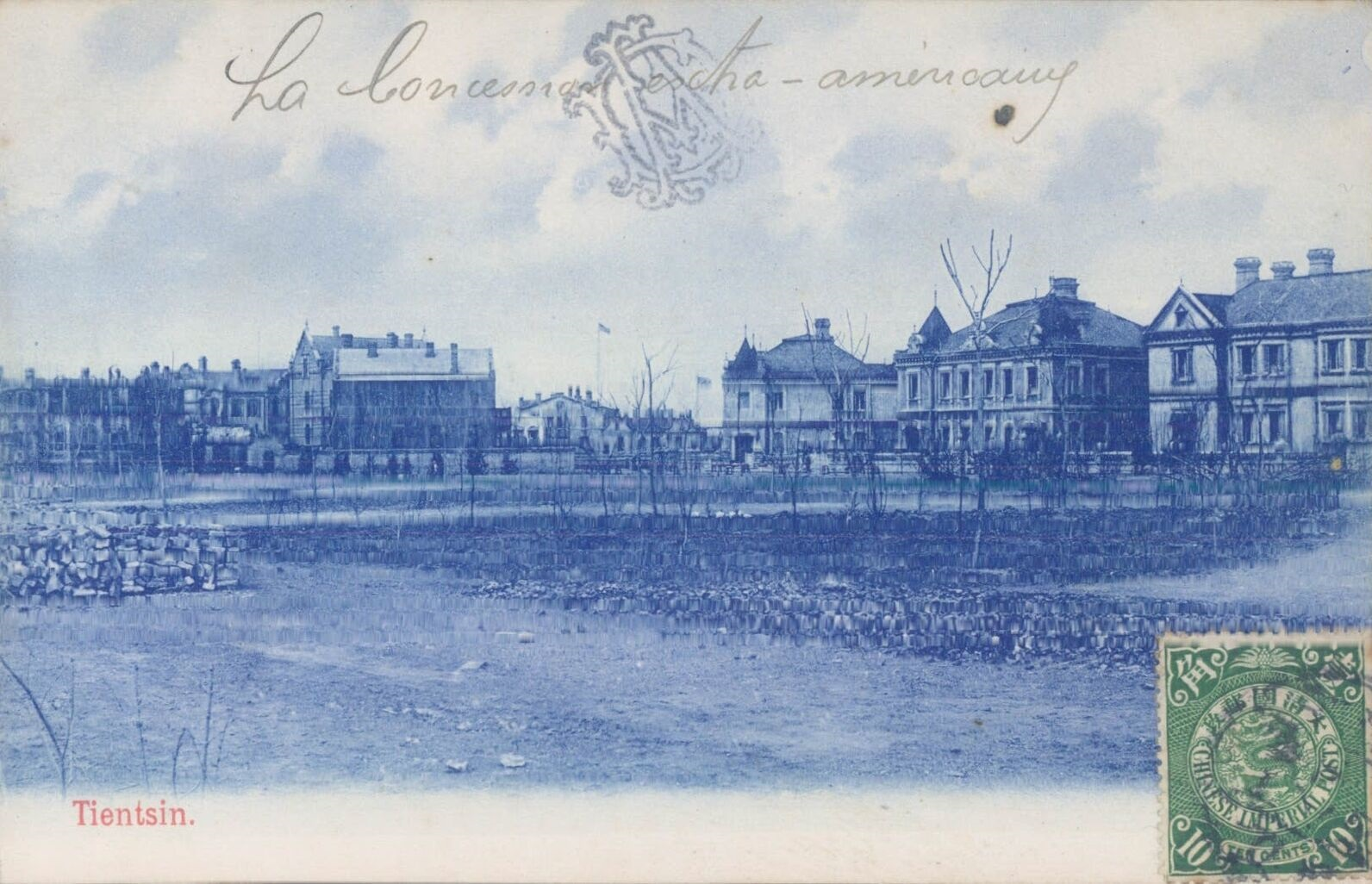
Postal de la concesión estadounidense, en torno al año 1900.

Estados Unidos nunca solicitó ni recibió derechos extraterritoriales en Tianjin. Una concesión de facto fue administrada desde 1869 hasta 1880, principalmente bajo la égida de la misión británica. 
Finalmente, la concesión americana pasó a ser parte de la concesión británica en 1902. Estados Unidos mantuvo una guarnición permanente en Tianjin desde enero de 1921 por, parte del ejército, hasta 1938 y por parte de la marina hasta el 8 de diciembre de 1941, el día en que Pearl Harbor fue atacado por Japón.
Lloyd Horne recuerda su tiempo allí en los años 1930: "Estuve estacionado con el 16º de infantería para rescatar a misioneros que estaban atrapados allí. Era como si fuesen prisioneros, ni siquiera podían salir de sus cuartos sin recibir disparos o pedradas".